# Alpinus (biskup Châlon-sur-Marne)
Alpinus, również Albinus (zm. ok. 510) – uczeń św. Lupusa z Troyes, biskup diecezji Châlons, święty katolicki.

## Życiorys
Informacje o św. Alpinusie zawarte są w Vita św. Lupusa (zm. 478). Urząd biskupi objął pomiędzy latami 427-470, prawdopodobnie po 461 zostając następcą św. Amandynusa.
Według legendy miał czynić cudowne interwencje w czasie najazdu Attyli (451) i odbyć wyprawę na Wyspy Brytyjskie w celu zwalczania pelagianizmu.
Jego wspomnienie liturgiczne w Kościele katolickim obchodzone jest 7 września.

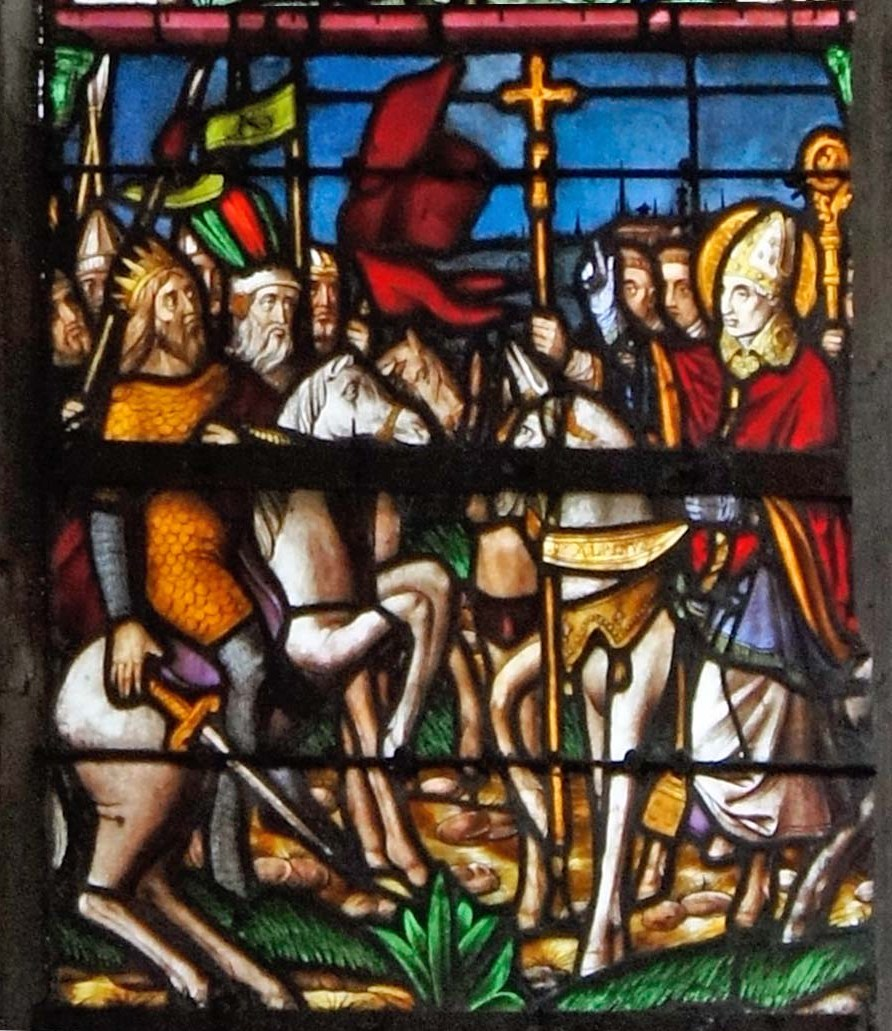
Attyla i św. Alpinus – Witraż w kościele św. Alpina, fr. saint-Alpin de Châlons